# Claude Le Beau
Pour les articles homonymes, voir Lebeau.
Claude Le Beau est un avocat en parlement, aventurier, voyageur, faussaire et écrivain du XVIIIe siècle. Les dates et lieux de naissance et de décès étaient inconnus jusqu'en 1991. D'après l’étude d’Andréanne Vallée (2011), il serait né à Louveciennes le 29 mars 1704 et serait mort à Brunswick le 17 décembre 1779.
Il est passager de L'Éléphant lorsque ce dernier fait naufrage en 1729 à l'approche de l'Île d'Orléans.
Le 12 janvier 1731, il est condamné par contumace à la pendaison pour « crime d'exposition frauduleuse de fausse monnoye de carte ». On exécute ce jugement, par effigie, dès le lendemain.